# Smilax canariensis
Smilax canariensis Willd. é uma espécie botânica de trepadeira pertencente à família das Smilacaceae, endemismo da Macaronésia e presente nas Ilhas Canárias e na Madeira. A partir desta espécie foi recentemente autonomizada a espécie Smilax azorica H. Schaef. & P. Schoenfelder.

## Descrição
A espécie é uma liana lenhosa, com caules espinhosos e folhas alternas, ovadas, cuneiformes ou truncadas na base, com caules não espinhosos e com gavinhas que nascem das bainhas estipulares.
As flores são unissexuais, dispostas em glomérulos umbeliformes.
Os frutos são bagas que adquirem uma tonalidade avermelhada quando maduros.